# Integralcontainer

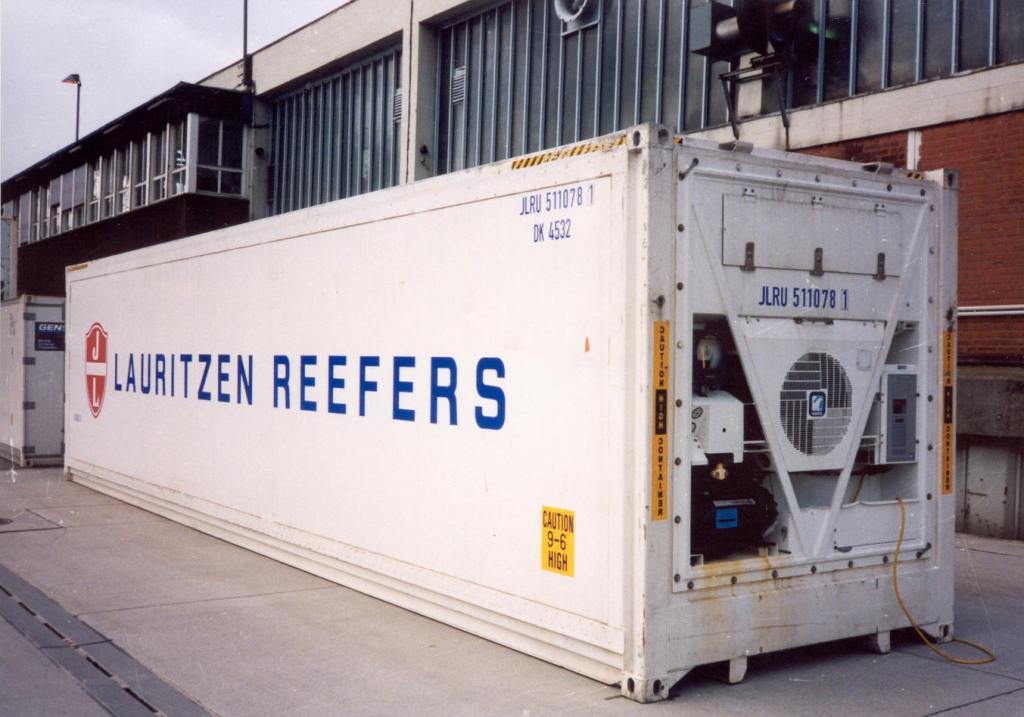
Integral-Kühlcontainer, Blick auf die Aggregateseite

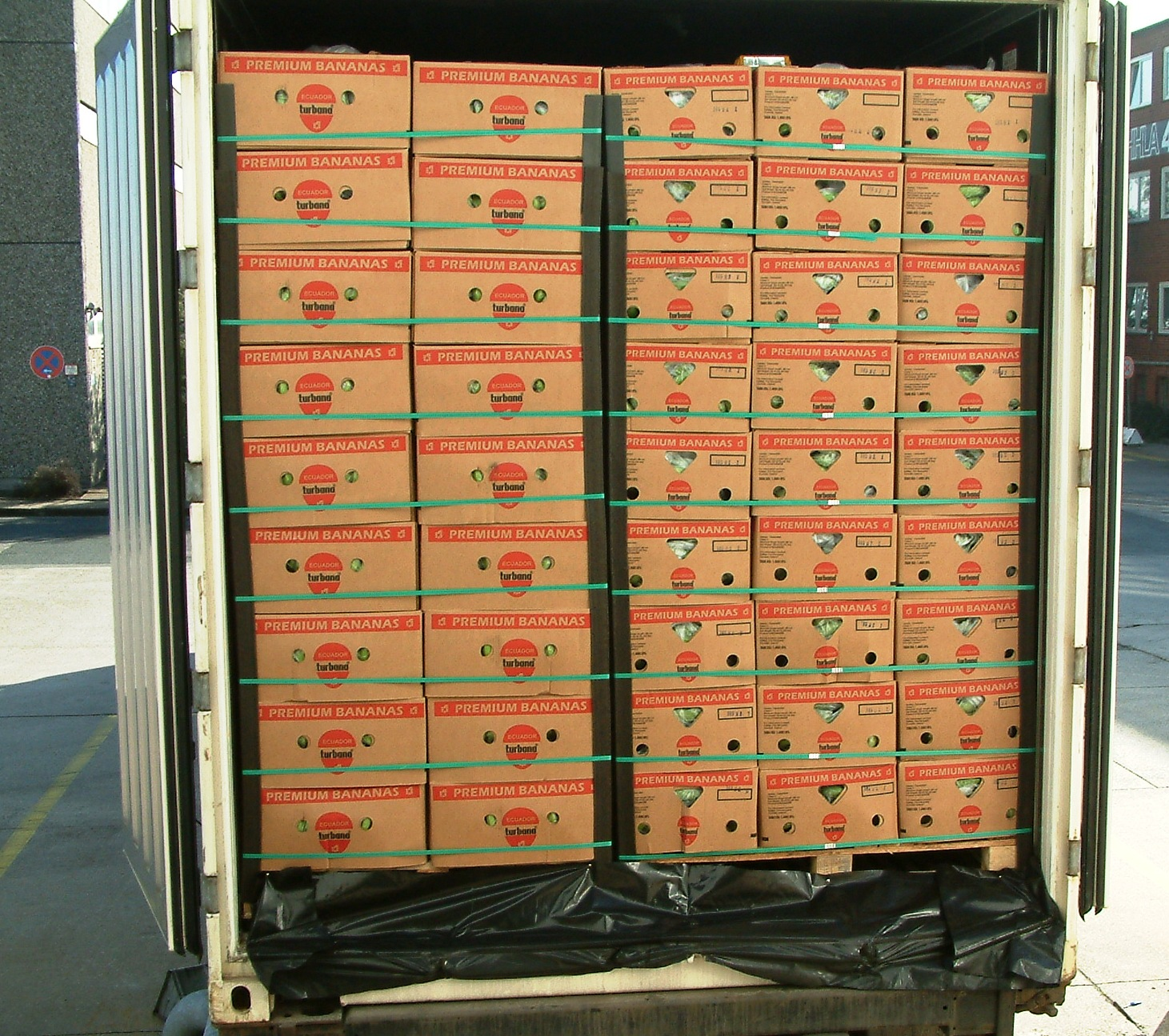
Blick in den geöffneten Integral-Kühlcontainer, der mit Bananen beladen ist

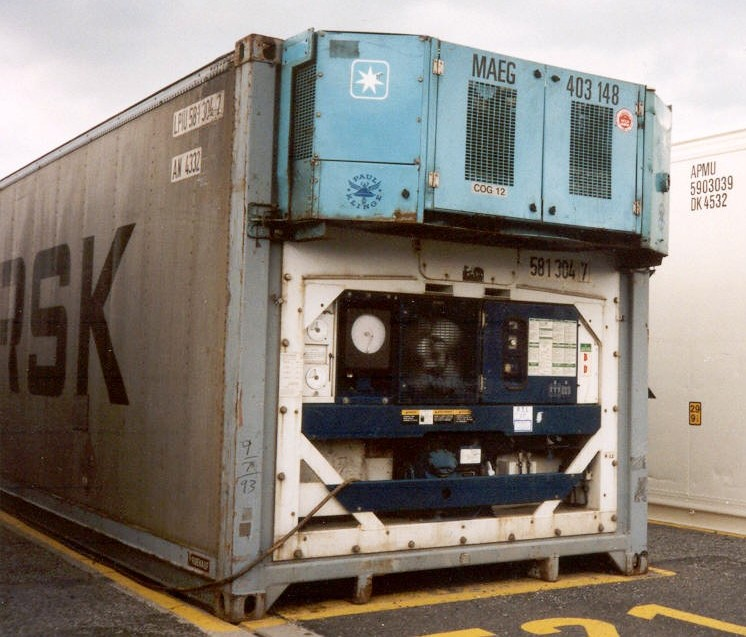
Integral-Kühlcontainer mit angehängtem Dieselgenerator-Aggregat

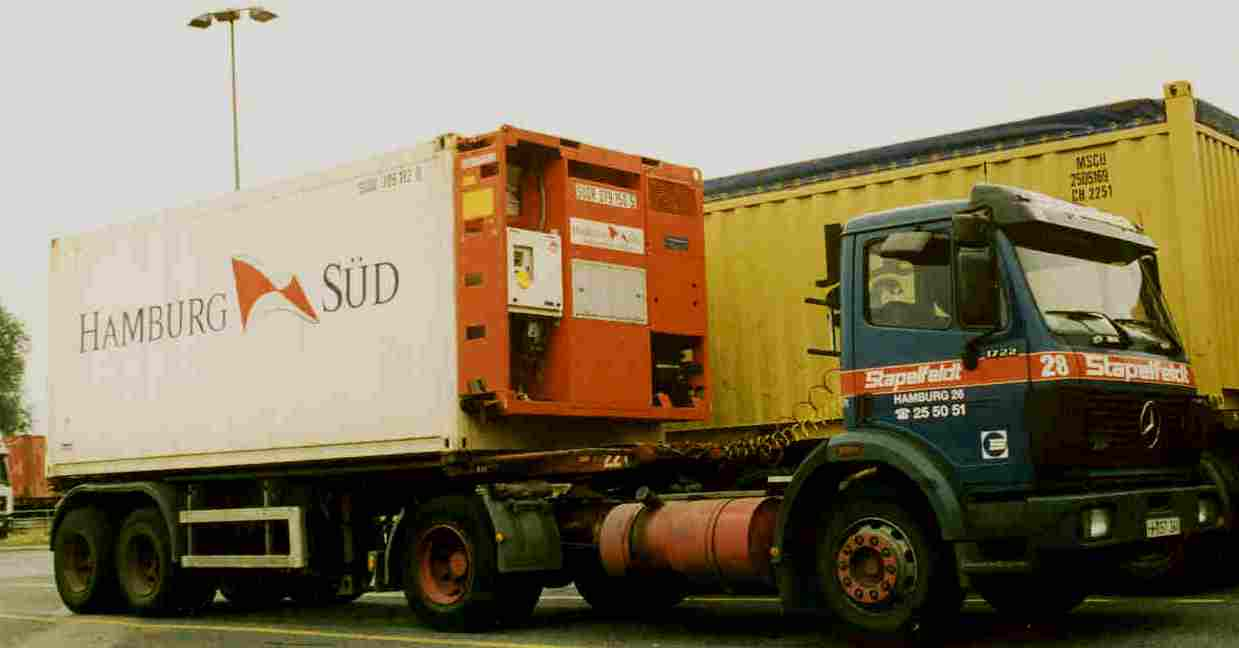
Porthole-Container mit Clip On Unit

Der Integralcontainer besteht aus dem isolierten Container, der Kälteanlage und der Regelung, die auch die Datenaufzeichnung durchführt.

## Container
Die zentral vom Schiff mit Kaltluft versorgte Porthole-Container-Generation (Conair- oder auch als Insulated-Container bezeichnet) waren weltweit von 1966 bis circa 2005 in den Nord-Süd-Fahrtgebieten im Einsatz. Seitdem werden fast ausschließlich Integral-Kühlcontainer mit eingebauter Ladungskühlanlage eingesetzt. Diese Kühlcontainer arbeiten vollautomatisch, zum Betrieb wird lediglich eine Stromversorgung benötigt.
Die isolierten Container werden seit 2007 ausschließlich in China von inzwischen nur noch drei Herstellern produziert: China International Marine Containers (CIMC), Shanghai Reeferco und Maersk Container Industry (MCI). Die Fabrik von MCI in Tinglev (Dänemark) wurde Ende 2006 aus Kostengründen stillgelegt. 2007 wurden rund 105.000 Container vorzugsweise 40-Fuß-Kühlcontainer (205.000 TEU rund 205 Mio. ft³) produziert.

## Kälteanlage
Die Kälteanlage, die aus dem Kältesystem (Verdichter, Kondensator, Kondensatorlüfter, Expansionsventil, Verdampfer) und dem Umwälzlüfter besteht, kühlt den Integralcontainer. Der elektrisch angetriebene Verdichter saugt das gasförmige Kältemittel an und komprimiert es. Anschließend wird es im luftgekühlten Kondensator verflüssigt und im Expansionsventil abhängig von der eingestellten Temperatur im Container im Druck reduziert. Das flüssige Kältemittel strömt in den Verdampfer und nimmt hier die zur Verdampfung notwendige Wärme aus der Luft auf. Diese Luft wird vom Umwälzlüfter oben aus dem Container angesaugt, gibt im Verdampfer Wärme ab (kühlt dabei ab) und strömt unten in den Container zurück. Die Luft fließt vertikal durch die Ladung, nimmt dabei Wärme auf und wird wieder vom Umwälzlüfter angesaugt. Damit ist der Luftkreislauf zur Ladungskühlung geschlossen.

## Regelung
Die Regelung besteht aus den Temperatursensoren, dem Temperaturregler (heute in der Regel ein Mikroprozessor) und den Schalt- und Stelleinrichtungen zum Ein- und Ausschalten des Verdichters und der Lüfter. Bei modernen Kälteanlagen von Integralcontainern kann die Verdichterdrehzahl mit Frequenzumrichtern abhängig von der erforderlichen Kälteleistung eingestellt werden. Damit ist eine energetisch sparsame Regelung der Temperatur ermöglicht.
Auf den Schiffen werden die Integralcontainer auf Reeferstellplätzen an das Bordnetz (440 V, 60 Hz) angeschlossen. In größeren Häfen ist eine Infrastruktur mit Kühlcontainer-Steckdosen vorhanden. Bei längeren Landtransporten mit dem Lkw wird ein Dieselgenerator-Aggregat an der Stirnseite (Diesel Clip-On Genset) angehängt.

## Anwendung
In Integralcontainern wurde 2008 etwa 60 % der interkontinental gehandelten Kühlladung von rund 80 Mio. Tonnen transportiert. Sie werden vorwiegend von Containerschiffen sowohl im Laderaum als auch an Deck befördert. Moderne Kühlschiffe transportieren im Laderaum Kühlladung und an Deck ebenfalls Integral-Kühlcontainer.